# Gyllenadler
Gyllenadler är en svensk adelsätt.
Släktens stamfader är Per Joensson som levde på 1500-talet och var hemmansägare i Sticklösa i Skärstads socken i Jönköpings län. Han är också stamfader för en rad andra adelsätter: Enefelt, Enhielm, Silfverstråle och Enanderhielm. En av hans söner var Nicolaus Petri som var kyrkoherde i Västra Eneby socken och Kisa socken och gift med Helena Johansdotter. Deras barn upptog namnet Enander efter födelseorten.
Ett av dessa barn var biskop Samuel Enander som år 1658 adlades med namnet Gyllenadler och introducerades på nummer 655, men ändå fortsatte att kalla sig Enander. Enander var gift två gånger. Första hustrun, Margareta Jönsdotter var det enda barnet till biskop Jonas Petri Gothus och dennes hustru Elisabeth Olofsdotter. Elisabeth Olofsdotter var i sin tur dotter till Olaus Simonis Clarevallensis och dotterdotter till Erik XIV och Anna Larsdotter. Enanders andra hustru var Britta Nilsdotter, vars far Nicolaus Eschilli var superintendent i Kalmar stift. Sammanlagt fick Enander 17 barn, varav dottern ärkebiskopinnan Elisabeth från första äktenskapet blev stammoder till adelsätten Adlerberg.
Salnecke slott har fram till 2013 varit fideikommiss i släktens ägo.